# 太盟投資集團
太盟投資集團有限公司，簡稱太盟投資集團、太盟投資及太平聯盟（英語：Pacific Alliance Group），是一家私人基金。目前該公司行政總裁為單偉建。
其中有三家股份在倫敦證券交易所的另類投資市場上市，包括：瑞寰資本、太盟中國地產基金、太盟亞洲機會基金。

## 歷史
2002年，商人佳浩士（已離任）與高天乐（Chris Gradel）在2002年成立太平洋聯盟集團或稱太平洋投資集團。
2010年，單偉建出任太平洋聯盟集團董事長兼集團首席執行官，並創立私人投資業務，於數個月內並籌集到17億美元資金，主要投資中國內地。同年，成功收購已在東京證券交易所除牌的保安資本日本，主要管理日本房地產開發業務。
2011年，太平洋聯盟集團改名為太盟。
自此，單偉建、Chris Gradel、以及Secured Capital Japan創辦人Jon Paul Toppino成為此公司的三位創辦人，並合共持有此投資公司的逾半股權。

## 子公司及旗下基金

### 太盟中國地產基金有限公司
簡稱太盟中國地產基金（英語：Pacific Alliance China Land Limited）（LSE：PACL），現時投資上市及非上市的中國房地產企業及物業。太盟資本集團旗下公司，也就是屬於一家封闭式基金。
其股份自倫敦證券交易所另類投資市場上市。上市日期為2007年11月22日。其中最為矚目是投資海南機場集團、商場項目最多。最為矚目是受到富豪通姦索價事件的，德國商會前主席佳浩士創立。
而在2011年8月10日，集團把商場項目以30%出售給華潤旗下深國投，總代價為3億7700萬元人民幣。

### 太盟亞洲機會基金
太盟亞洲機會基金有限公司（英語：Pacific Alliance Asia Opportunity Fund Limited）（LSE：PAX），現時投資上市及非上市的亞洲所有企業。太盟資本集團旗下公司，屬於一家封闭式基金。其股份自2006年9月27日起於倫敦證券交易所另類投資市場上市。
2017年，PAX開始控告郭文貴，指2008年該基金曾向他旗下公司借出了獲個人擔保的3000萬美元貸款以在北京盤古大觀發展七星酒店，但未曾獲償還款項，並要求郭文貴連本帶利償還8800萬美元。在2022年，紐約法院判決PAX應獲賠付2億5400萬美元，並導致敦文貴宣佈破產，但PAX對此表示不服而作出反對。對此，郭文貴指責PAX對其個人作出無限制法律戰以獲取其家人的財產，並無力負擔相關法律費用。

### 瑞寰資本控股有限公司
瑞寰資本控股有限公司（英語：ARC Capital Holdings Limited）（LSE：ARCH），簡稱瑞寰資本或瑞寰資本控股，現時投資上市及非上市的中國零售企業。属于太盟資本集團旗下公司。其股份自2006年6月27日起於倫敦證券交易所另類投資上場上市。

## 外部連結
- 太盟投資集團有限公司（页面存档备份，存于）
- 太盟中國地產基金有限公司（页面存档备份，存于）
- 太盟亞洲機會基金有限公司（页面存档备份，存于）